# 22955 Tibees
22955 Tibees este o planetă minoră (asteroid), cu un diametru de 16,492 km, din centura de asteroizi. A fost descoperită pe 7 octombrie 1999 la Catalina Station⁠(d) de Catalina Sky Survey. 
Obiectul prezintă o orbită caracterizată de o semiaxă mare de 2,7745222 UAi, o excentricitate de 0,12, o înclinație de 21,6793 ° în raport cu ecliptica.